# Хан Че А
Хан Че А (кор. 한채아) — південнокорейська акторка.

## Біографія
Кім Кьон Ха народилася 24 березня 1982 року (за іншими даними 21 березня 1984 року) в місті Пусан що знаходиться на півдні Республіки Корея, перед початком акторської кар'єри взяла сценічне ім'я Хан Че А. Свою акторську кар'єру Че А розпочала у 2008 році з невеликої ролі у серіалі «Слон». Підвищення популярності акторки пов'язане з роллю у популярному серіалі «Весільна маска», в якому вона вдало зіграла роль японської колобораціоністки Уени Ріє. У тому ж році акторка зіграла одну з головних ролей у комедійному серіалі «У-ла-ла пара». Зйомки у історичному серіалі «Купець Кекджу» принесли Че А нагороди та визнання акторського таланту.

## Особисте життя
У березні 2018 року стало відомо що Че А та молодший син легендарного корейського футболіста Чха Бом Ґина — Чха Се Джі збираються одружиться. Приватна весільна церемонія пройшла на початку травня того ж року, але ще у квітні 2018 року на своєму Інстаграм каналі акторка оголосила що вони з коханим чекають первістка.

## Фільмографія

### Телебачення
| Рік  | Назва                                   | Роль                                   | Мережа |
| ---- | --------------------------------------- | -------------------------------------- | ------ |
| 2008 | «Слон»                                  | Гок Чеа                                | MBC    |
| 2009 | «Стиль»                                 | Ча Чі Сан                              | SBS    |
| 2010 | «Виразні сусіди»                        | Юн Ха Йон                              | SBS    |
| 2011 | «Я вірю в кохання»                      | Кім Мьон Хі                            | KBS2   |
| 2012 | «Герой»                                 | Юн Ї Он                                | OCN    |
| 2012 | «Весільна маска»                        | Уено Ріє                               | KBS2   |
| 2012 | «У-ла-ла пара»                          | Вікторія Кім                           | KBS2   |
| 2013 | «Все про мій роман»                     | Ан Хі Сан                              | SBS    |
| 2013 | «Вийди за нього заміж, якщо насмілишся» | Со Ю Кьон                              | KBS2   |
| 2014 | Ти єдиний                               | Сон До Вон                             | KBS1   |
| 2015 | «Купець Кекджу (2015)»                  | Чо Со Са                               | KBS2   |
| 2017 | «Босс інтроверт»                        | Че Чі Хі                               | TvN    |
| 2021 | Любов короля                            | кронпринцеса Хан (камео, 1 та 2 серії) | KBS2   |
| 2022 | «Золота ложка»                          | Чін Сон Хє                             | MBC    |

### Фільми
| Рік  | Назва                    | Роль    |
| ---- | ------------------------ | ------- |
| 2012 | «Король поцілунків»      | Санхі   |
| 2015 | «Зроблено в Китаї»       | Мі      |
| 2015 | «Велика справа»          | Чіїн    |
| 2017 | «Шпигун за сумісництвом» | На Чона |

## Шоу
- Fantasy Couple (MBC, 2007—2010)

## Кліпи
- With You (Рю Сі Вон, 2008)
- Love Brings Separation (Сон Хо Йонг, 2006)

## Нагороди
| Рік  | Нагорода                | Категорія                                                        | Робота                                  | Результат | Прим. |
| ---- | ----------------------- | ---------------------------------------------------------------- | --------------------------------------- | --------- | ----- |
| 2010 | 18-та Премія SBS драма  | Нова зірка                                                       | «Виразні сусіди»                        | Перемога  | [ 5 ] |
| 2012 | 26-та Премія KBS драма  | Нагорода за високу майстерність (акторки серіалу)                | «Весільна маска»                        | Номінація |       |
| 2013 | 21-а Премія SBS драма   | Нагорода за високу майстерність (акторки мінісеріалу)            | «Все про мій роман»                     | Номінація |       |
| 2013 | 27-а Премія KBS драма   | Краща пара (разом з Чан Йон Хва)                                 | «Вийди за нього заміж, якщо насмілишся» | Номінація |       |
| 2015 | 29-та Премія KBS драма  | Нагорода за високу майстерність (акторки середньотривалої драми) | «Купець: Кекджу 2015» «Ти єдиний»       | Номінація | [ 6 ] |
| 2015 | 29-та Премія KBS драма  | Нагорода за високу майстерність (акторки щоденної драми)         | «Купець: Кекджу 2015» «Ти єдиний»       | Перемога  | [ 6 ] |
| 2015 | 29-та Премія KBS драма  | Краща пара (разом з Чан Хьоком)                                  | «Купець: Кекджу 2015» «Ти єдиний»       | Перемога  | [ 6 ] |
| 2015 | 4-а Зіркова премія APAN | Нагорода за високу майстерність (акторки спеціальних драм)       | «Купець Кекджу (2015)»                  | Номінація |       |